# Militaire Onderscheiding "Abdon Calderon"
De Militaire Onderscheiding "Abdon Calderon" van de republiek Ecuador, in het Spaans Orden de Abdon Calderón geheten, werd genoemd naar de held van de Slag bij Pichincha tijdens de onafhankelijkheidsoorlog in 1822. De in 1904 ingestelde ridderorde heeft drie graden: Goud, Zilver en Brons. 
Men verleent de orde aan Ecuadoranen en vreemdelingen voor bijzondere militaire verdiensten.
Het kleinood is een vijfpuntige ster met een onder en gedeeltelijk ook op de armen liggende lauwerkrans in het metaal van de graad. Het ronde  metalen medaillon heeft een blauwe rand. In het medaillon is Abdon Calderón afgebeeld met op de afsnede de tekst "Abdon Calderón 1822".
De ster is bevestigd aan een gesp met de tekst "REPÚBLICA DEL ECUADOR" met daaronder vier tekens van de dierenriem.
De drie kleinoden worden alle op de linkerborst gedragen.
Het lint is voor de helft geel en de andere helft is blauw en rood.
Prins Bernhard der Nederlanden was drager van de Eerste Klasse (in goud), zie de Lijst van onderscheidingen van prins Bernhard der Nederlanden.